# Nearchos (Schiff, 1968)
Die Nearchos ist ein griechisches RoPax-Schiff, das 1968 als Ro-Ro-Fähre Christian IV für eine norwegische Reederei gebaut wurde. Ab 1984 fuhr sie als Pernas Safari (Malaysia), Safari (Malta), Lobo Marinho (Portugal), Lobo dos Mares (Nordkorea, Liberia, Panama) und Menhir (Panama). 2016 erfolgte der Umbau zum Frachtschiff Nearchos.

## Bau und technische Daten
Kurz bevor 1966 ihr Fährschiff Skagerak sank, bestellte die norwegische Reederei Det Bergenske Dampskibsselskab am 15. Juni 1966 ein Schwesterschiff der Skagerak bei der Werft Aalborg Værft in Dänemark, die das Schiff am 1. Juli 1967 unter der Baunummer 173 auf Kiel legte. Das Schwesterschiff wurde nach den gleichen Zeichnungen wie Skagerak gebaut, dabei wurde die Brücke einige Meter nach vorne verlegt und aus der Erfahrung der gesunkenen Skagerak die Befestigung der Ladeluken geändert. Der Stapellauf fand am 29. September 1967 statt, die Auslieferung an die Reederei erfolgte am 8. Februar 1968.
Ihre Länge beträgt 87,20 Meter, sie ist 15,94 Meter breit und weist einen Tiefgang von 4,15 Metern auf. Sie war zunächst mit 2.707 BRT beziehungsweise 1238 NRT, nachdem Umbau von 2016 dann mit 4.163 BRT vermessen. Der Antrieb besteht aus vier Burmeister-&-Wain-Dieselmotoren, deren Leistung zusammen 6414 kW beträgt. Diese wirken auf zwei Schrauben, das Schiff erreicht eine Geschwindigkeit von 19 Knoten. Die Fähre konnte bis zum Umbau 2016 rund 775 Passagiere sowie 140 Pkw und 3 Eisenbahnen, nach dem Umbau 25 große Lkw und 20 Lkw oder 20 Lkw und 40 Pkw befördern.

## Geschichte

### NorwegischeChristian IV(1968–1984)
Nach Übergabe des Schiffes an die Reederei Det Bergenske Dampskibsselskab nahm die Reederei die Christian IV zwei Tage später, am 10. Februar, in Betrieb. Bis 1984 setzte sie das Schiff vor allem auf der Verbindung zwischen Kristiansand an der Südspitze Norwegens und Hirtshals im Norden Dänemarks ein. Daneben pendelte die Fähre mit wenigen Fahrten auch auf den beiden Routen zwischen Kristiansand und Hanstholm im Nordwesten von Dänemark sowie zwischen Arendal und Hirtshals. Von Herbst 1983 bis Frühling 1984 lag die Christian IV als Hotelschiff in Lerwick auf den Shetlandinseln.

### MalaysischePernas Safari(1984–1994)
Im Oktober 1984 erwarb die staatliche malaysische Reederei Perbadanan National Shipping Line die Fähre. Die Reederei, die erst 1982 gegründet worden war und hat ihren Sitz in Kuala Lumpur hat, gab dem Schiff am 14. November den Namen Pernas Safari. Am gleichen Tag verließ das Schiff Norwegen in Richtung Indonesien. Für die Folgezeit ist lediglich bekannt, dass es 1985 zum Truppentransporter für 800 Soldaten umgebaut wurde und bis Juni 1994 Dienst der Reederei stand.

### MaltesischeSafari(1994–1996)
Aus Fernost kam das Schiff im Juni 1994 zurück nach Europa: Der Käufer, die Endeavour Shipping SA aus Valletta auf Malta, kürzte den Namen auf Safari und verholte sie im Juli in die Werft nach Keratsini in Athen. Dabei wurden unter anderem die Gleise für Züge entfernt. Anschließend verkehrte sie für die Safari Lines bis Mai 1995 auf der Route Bari, Korfu und Igoumenitsa sowie von Mai 1995 bis Mai 1996 in Charter für die Stern Maritime Lines zwischen Bari, Igoumenitsa und Çeşme.

### PortugiesischeLobo Marinho(1996–2003)
1996 übernahm die portugiesische Grupo Sousa nach einer gewonnenen Ausschreibung die Fährverbindung zwischen Funchal auf Madeira und der Nachbarinsel Porto Santo. Für die erst 1989 gegründete Reederei Porto Santo Line und kaufte sie die Fähre, die sie zunächst durch Umbauten den Erfordernissen anpasste und in Lobo Marinho (dt. „Seelöwe“) umbenannte. Die Betriebsaufnahme und die erste Überfahrt fand am 8. Juni 1996 statt. Bis zur Indienststellung ihrer neuen Fähre, der zweiten Lobo Marinho im Juni 2003, pendelte das Fährschiff fast täglich zwischen den beiden Inseln des Archipels.

### Lobo dos Mares(2003–2005)
Mit Indienststellung der neuen Lobo Marinho änderte die Porto Santo Line den Namen des alten Schiffes in Lobo Marinho 1 und vercharterte es an die Reederei Cabo Verde Maritima aus Kap Verde. Dort erhielt das Schiff am 10. Juli 2003 den Namen Lobo dos Mares. Vom 13. August bis Dezember 2003 verkehrte die Lobo dos Mares wöchentlich zwischen der Hauptstadt Praia auf der Insel Santiago und Mindelo auf der Nachbarinsel São Vicente. Zum weiteren Verbleib im Jahr 2004 besteht Unklarheit. Vom 3. Dezember bis 10. Dezember 2004 wurde das Schiff aufgrund von Sicherheitsmängeln stillgelegt.

### Wechselnde Besitzer derMenhir(2005–2016)
Erst am 10. Dezember 2004 veräußerte die portugiesische Porto Santo Line das Schiff an einen neuen Besitzer, die Veensham Shipping aus Panama, neuer Heimathafen wurde Wŏnsan in Nordkorea. Das Schiff fuhr im gleichen Monat noch über Gibraltar, erreichte die Werft in Athen im Januar 2005 und erhielt dort am 28. Februar den Namen Menhir. Bis Februar 2008 blieb das Schiff im Besitz von Veensham Shipping, ohne dass Einsätze bekannt sind. In diesem Monat erwarb die Mango Seas Inc. aus Monrovia in Liberia das Schiff, neuer Heimathafen wurde Freetown, ab April des Jahres führte das Schiff dann die Flagge Panamas. Auch hier bedarf die Verwendung des Schiffes noch der Klärung. Im Jahr 2016 befand sich die Menhir als Auflieger in Griechenland.

### GriechischeNearchos(seit 2016)
Am 23. März 2016 kaufte die griechische Reederei Creta Cargo Lines das Schiff. Die Reederei wurde 2013 gegründet und hat sich auf Frachtverkehre insbesondere von Fahrzeugen, Gefahren- und Spezialgütern auf RoRo-Schiffen zu den Inseln der Ägäis und Kreta spezialisiert. Neben der Neuerwerbung verfügt die Reederei über ein zweites Schiff, die Italos. Die vormalige Menhir wurde in fünf Monaten in Griechenland zum RoPax-Schiff umgebaut und erhielt den Namen Nearchos. Dabei wurde der hintere Teil der Aufbauten entfernt, so dass das Fahrzeugdeck auf der hinteren Hälfte des Schiffes offen und auch zum Transport von Gefahrengütern geeignet ist. Das Schiff kann 25 Lastwagen und 20 Personenkraftwagen oder 20 Lastwagen und 40 Personenkraftwagen befördern.